# Gran Premio motociclistico di Spagna 2021
Il Gran Premio motociclistico di Spagna 2021 è stato la quarta prova su diciotto del motomondiale 2021, disputato il 2 maggio sul circuito di Jerez. Le vittorie nelle quattro classi sono andate rispettivamente a: Jack Miller in MotoGP, Fabio Di Giannantonio in Moto2, Pedro Acosta in Moto3 e Alessandro Zaccone in MotoE.

## MotoGP
Esteve Rabat sostituisce l'infortunato Jorge Martín alla guida della Ducati del team Pramac Racing.

### Arrivati al traguardo
| Pos. | Nº | Pilota            | Squadra                     | Motocicletta       | Giri | Tempo     | Griglia | Punti |
| ---- | -- | ----------------- | --------------------------- | ------------------ | ---- | --------- | ------- | ----- |
| 1º   | 43 | Jack Miller       | Ducati Lenovo               | Ducati Desmosedici | 25   | 41'05.602 | 3º      | 25    |
| 2º   | 63 | Francesco Bagnaia | Ducati Lenovo               | Ducati Desmosedici | 25   | +1.912    | 4º      | 20    |
| 3º   | 21 | Franco Morbidelli | Petronas Yamaha SRT         | Yamaha YZR-M1      | 25   | +2.516    | 2º      | 16    |
| 4º   | 30 | Takaaki Nakagami  | LCR Honda Idemitsu          | Honda RC213V       | 25   | +3.206    | 5º      | 13    |
| 5º   | 36 | Joan Mir          | Suzuki Ecstar               | Suzuki GSX-RR      | 25   | +4.256    | 10º     | 11    |
| 6º   | 41 | Aleix Espargaró   | Aprilia Racing Team Gresini | Aprilia RS-GP      | 25   | +5.164    | 8º      | 10    |
| 7º   | 12 | Maverick Viñales  | Monster Energy Yamaha       | Yamaha YZR-M1      | 25   | +5.651    | 7º      | 9     |
| 8º   | 5  | Johann Zarco      | Pramac Racing               | Ducati Desmosedici | 25   | +7.161    | 6º      | 8     |
| 9º   | 93 | Marc Márquez      | Repsol Honda                | Honda RC213V       | 25   | +10.494   | 14º     | 7     |
| 10º  | 44 | Pol Espargaró     | Repsol Honda                | Honda RC213V       | 25   | +11.776   | 13º     | 6     |
| 11º  | 88 | Miguel Oliveira   | Red Bull KTM Factory Racing | KTM RC16           | 25   | +14.766   | 16º     | 5     |
| 12º  | 6  | Stefan Bradl      | Honda HRC                   | Honda RC213V       | 25   | +17.243   | 12º     | 4     |
| 13º  | 20 | Fabio Quartararo  | Monster Energy Yamaha       | Yamaha YZR-M1      | 25   | +18.907   | 1º      | 3     |
| 14º  | 9  | Danilo Petrucci   | Tech 3 KTM Factory Racing   | KTM RC16           | 25   | +20.095   | 19º     | 2     |
| 15º  | 10 | Luca Marini       | SKY VR46 Esponsorama        | Ducati Desmosedici | 25   | +20.922   | 18º     | 1     |
| 16º  | 46 | Valentino Rossi   | Petronas Yamaha SRT         | Yamaha YZR-M1      | 25   | +22.731   | 17º     |       |
| 17º  | 27 | Iker Lecuona      | Tech 3 KTM Factory Racing   | KTM RC16           | 25   | +23.277   | 21º     |       |
| 18º  | 53 | Esteve Rabat      | Pramac Racing               | Ducati Desmosedici | 25   | +30.314   | 23º     |       |
| 19º  | 32 | Lorenzo Savadori  | Aprilia Racing Team Gresini | Aprilia RS-GP      | 25   | +37.912   | 22º     |       |
| 20º  | 42 | Álex Rins         | Suzuki Ecstar               | Suzuki GSX-RR      | 25   | +38.234   | 9º      |       |

### Ritirati
| Nº | Pilota          | Squadra                     | Motocicletta       | Giri | Griglia |
| -- | --------------- | --------------------------- | ------------------ | ---- | ------- |
| 33 | Brad Binder     | Red Bull KTM Factory Racing | KTM RC16           | 9    | 11º     |
| 23 | Enea Bastianini | Esponsorama Racing          | Ducati Desmosedici | 9    | 15º     |
| 73 | Álex Márquez    | LCR Honda Castrol           | Honda RC213V       | 0    | 14º     |

## Moto2
Taiga Hada sostituisce Barry Baltus sulla NTS. Jake Dixon, a causa di una commozione cerebrale dovuta ad un incidente nel warm up, non prende parte alla gara.

### Arrivati al traguardo
| Pos. | Nº | Pilota                | Squadra                  | Motocicletta | Giri | Tempo     | Griglia | Punti |
| ---- | -- | --------------------- | ------------------------ | ------------ | ---- | --------- | ------- | ----- |
| 1º   | 21 | Fabio Di Giannantonio | Federal Oil Gresini      | Kalex        | 23   | 39'07.396 | 2º      | 25    |
| 2º   | 72 | Marco Bezzecchi       | SKY Racing Team VR46     | Kalex        | 23   | +1.722    | 3º      | 20    |
| 3º   | 22 | Sam Lowes             | Elf Marc VDS Racing      | Kalex        | 23   | +2.229    | 5º      | 16    |
| 4º   | 87 | Remy Gardner          | Red Bull KTM Ajo         | Kalex        | 23   | +3.019    | 1º      | 13    |
| 5º   | 25 | Raúl Fernández        | Red Bull KTM Ajo         | Kalex        | 23   | +8.571    | 4º      | 11    |
| 6º   | 97 | Xavi Vierge           | Petronas Sprinta Racing  | Kalex        | 23   | +12.181   | 6º      | 10    |
| 7º   | 79 | Ai Ogura              | Idemitsu Honda Team Asia | Kalex        | 23   | +12.313   | 9º      | 9     |
| 8º   | 16 | Joe Roberts           | Italtrans Racing         | Kalex        | 23   | +12.523   | 8º      | 8     |
| 9º   | 44 | Arón Canet            | Inde Aspar               | Boscoscuro   | 23   | +14.407   | 10º     | 7     |
| 10º  | 23 | Marcel Schrötter      | Liqui Moly Intact GP     | Kalex        | 23   | +17.152   | 17º     | 6     |
| 11º  | 42 | Marcos Ramírez        | American Racing          | Kalex        | 23   | +18.071   | 13º     | 5     |
| 12º  | 9  | Jorge Navarro         | MB Conveyors Speed Up    | Boscoscuro   | 23   | +18.720   | 11º     | 4     |
| 13º  | 62 | Stefano Manzi         | Flexbox HP40             | Kalex        | 23   | +25.775   | 18º     | 3     |
| 14º  | 64 | Bo Bendsneyder        | Pertamina Mandalika SAG  | Kalex        | 23   | +27.326   | 14º     | 2     |
| 15º  | 7  | Lorenzo Baldassarri   | MV Agusta Forward Racing | MV Agusta F2 | 23   | +25.896   | 20º     | 1     |
| 16º  | 19 | Lorenzo Dalla Porta   | Italtrans Racing         | Kalex        | 23   | +31.359   | 22º     |       |
| 17º  | 55 | Hafizh Syahrin        | NTS RW Racing GP         | NTS          | 23   | +35.845   | 27º     |       |
| 18º  | 13 | Celestino Vietti      | SKY Racing Team VR46     | Kalex        | 23   | +36.433   | 28º     |       |
| 19º  | 12 | Thomas Lüthi          | Pertamina Mandalika SAG  | Kalex        | 23   | +38.197   | 25º     |       |
| 20º  | 5  | Yari Montella         | MB Conveyors Speed Up    | Boscoscuro   | 23   | +39.789   | 26º     |       |
| 21º  | 14 | Tony Arbolino         | Liqui Moly Intact GP     | Kalex        | 23   | +40.083   | 23º     |       |
| 22º  | 32 | Taiga Hada            | NTS RW Racing GP         | NTS          | 23   | +1'02.980 | 29º     |       |
| 23º  | 10 | Tommaso Marcon        | MV Agusta Forward Racing | MV Agusta F2 | 23   | +1'20.544 | 30º     |       |

### Ritirati
| Nº | Pilota            | Squadra                  | Motocicletta | Giri | Griglia |
| -- | ----------------- | ------------------------ | ------------ | ---- | ------- |
| 6  | Cameron Beaubier  | American Racing          | Kalex        | 22   | 15º     |
| 24 | Simone Corsi      | MV Agusta Forward Racing | MV Agusta F2 | 13   | 24º     |
| 75 | Albert Arenas     | Inde Aspar               | Boscoscuro   | 11   | 16º     |
| 40 | Héctor Garzó      | Flexbox HP40             | Kalex        | 5    | 19º     |
| 35 | Somkiat Chantra   | Idemitsu Honda Team Asia | Kalex        | 3    | 21º     |
| 11 | Nicolò Bulega     | Federal Oil Gresini      | Kalex        | 2    | 12º     |
| 37 | Augusto Fernández | Elf Marc VDS Racing      | Kalex        | 2    | 7º      |

## Moto3

### Arrivati al traguardo
| Pos. | Nº | Pilota             | Squadra                     | Motocicletta  | Giri | Tempo     | Griglia | Punti |
| ---- | -- | ------------------ | --------------------------- | ------------- | ---- | --------- | ------- | ----- |
| 1º   | 37 | Pedro Acosta       | Red Bull KTM Ajo            | KTM RC 250 GP | 22   | 39'22.266 | 13º     | 25    |
| 2º   | 55 | Romano Fenati      | Sterilgarda Max Racing Team | Husqvarna     | 22   | +0.417    | 5º      | 20    |
| 3º   | 52 | Jeremy Alcoba      | Indonesian Racing Gresini   | Honda NSF250R | 22   | +0.527    | 2º      | 16    |
| 4º   | 13 | Andrea Migno       | Rivacold Snipers            | Honda NSF250R | 22   | +0.548    | 3º      | 13    |
| 5º   | 71 | Ayumu Sasaki       | Red Bull KTM Tech 3         | KTM RC 250 GP | 22   | +0.971    | 8º      | 11    |
| 6º   | 99 | Carlos Tatay       | Avintia Esponsorama         | KTM RC 250 GP | 22   | +0.997    | 16º     | 10    |
| 7º   | 50 | Jason Dupasquier   | CarXpert PrüstelGP          | KTM RC 250 GP | 22   | +1.043    | 14º     | 9     |
| 8º   | 23 | Niccolò Antonelli  | Avintia Esponsorama         | KTM RC 250 GP | 22   | +1.144    | 9º      | 8     |
| 9º   | 43 | Xavier Artigas     | Leopard Racing              | Honda NSF250R | 22   | +1.383    | 17º     | 7     |
| 10º  | 6  | Ryusei Yamanaka    | CarXpert PrüstelGP          | KTM RC 250 GP | 22   | +1.596    | 19º     | 6     |
| 11º  | 28 | Izan Guevara       | GasGas Valresa Aspar        | Gas Gas       | 22   | +3.986    | 11º     | 5     |
| 12º  | 12 | Filip Salač        | Rivacold Snipers            | Honda NSF250R | 22   | +4.389    | 12º     | 4     |
| 13º  | 11 | Sergio García      | GasGas Valresa Aspar        | Gas Gas       | 22   | +5.191    | 21º     | 3     |
| 14º  | 92 | Yuki Kunii         | Honda Team Asia             | Honda NSF250R | 22   | +7.204    | 18º     | 2     |
| 15º  | 82 | Stefano Nepa       | BOE Owlride                 | KTM RC 250 GP | 22   | +8.194    | 25º     | 1     |
| 16º  | 27 | Kaito Toba         | CIP Green Power             | KTM RC 250 GP | 22   | +12.822   | 26º     |       |
| 17º  | 54 | Riccardo Rossi     | BOE Owlride                 | KTM RC 250 GP | 22   | +12.869   | 24º     |       |
| 18º  | 19 | Andi Farid Izdihar | Honda Team Asia             | Honda NSF250R | 22   | +12.990   | 20º     |       |
| 19º  | 73 | Maximilian Kofler  | CIP Green Power             | KTM RC 250 GP | 22   | +17.318   | 27º     |       |
| 20º  | 53 | Deniz Öncü         | Red Bull KTM Tech 3         | KTM RC 250 GP | 22   | +18.162   | 10º     |       |
| 21º  | 5  | Jaume Masiá        | Red Bull KTM Ajo            | KTM RC 250 GP | 22   | +19.439   | 15º     |       |
| 22º  | 40 | Darryn Binder      | Petronas Sprinta Racing     | Honda NSF250R | 22   | +25.337   | 7º      |       |
| 23º  | 20 | Lorenzo Fellon     | SIC58 Squadra Corse         | Honda NSF250R | 22   | +32.323   | 28º     |       |
| 24º  | 31 | Adrián Fernández   | Sterilgarda Max Racing Team | Husqvarna     | 22   | +46.228   | 22º     |       |

### Ritirati
| Nº | Pilota          | Squadra                   | Motocicletta  | Giri | Griglia |
| -- | --------------- | ------------------------- | ------------- | ---- | ------- |
| 7  | Dennis Foggia   | Leopard Racing            | Honda NSF250R | 19   | 23º     |
| 24 | Tatsuki Suzuki  | SIC58 Squadra Corse       | Honda NSF250R | 12   | 1º      |
| 2  | Gabriel Rodrigo | Indonesian Racing Gresini | Honda NSF250R | 4    | 2º      |
| 17 | John McPhee     | Petronas Sprinta Racing   | Honda NSF250R | 0    | 6º      |

## MotoE
Tutti i piloti sono dotati dello stesso tipo di motocicletta, fornita dalla Energica Motor Company.

### Arrivati al traguardo
| Pos. | Nº | Pilota             | Squadra                     | Giri | Tempo     | Griglia | Punti |
| ---- | -- | ------------------ | --------------------------- | ---- | --------- | ------- | ----- |
| 1º   | 61 | Alessandro Zaccone | Octo Pramac                 | 8    | 14'33.776 | 5º      | 25    |
| 2º   | 77 | Dominique Aegerter | Dynavolt Intact GP          | 8    | +0,419    | 4º      | 20    |
| 3º   | 40 | Jordi Torres       | Pons Racing 40              | 8    | +0,614    | 6º      | 16    |
| 4º   | 27 | Mattia Casadei     | Ongetta SIC58 Squadracorse  | 8    | +4,273    | 7º      | 13    |
| 5º   | 71 | Miquel Pons        | LCR E-Team                  | 8    | +6,105    | 10º     | 11    |
| 6º   | 11 | Matteo Ferrari     | Indonesian E-Racing Gresini | 8    | +6,704    | 18º     | 10    |
| 7º   | 78 | Hikari Ōkubo       | Avant Ajo                   | 8    | +8,574    | 11º     | 9     |
| 8º   | 9  | Andrea Mantovani   | Indonesian E-Racing Gresini | 8    | +10,734   | 12º     | 8     |
| 9º   | 6  | María Herrera      | OpenBank Aspar              | 8    | +11,322   | 9º      | 7     |
| 10º  | 15 | Yonny Hernández    | Octo Pramac                 | 8    | +11,438   | 14º     | 6     |
| 11º  | 80 | Jasper Iwema       | Pons Racing 40              | 8    | +27,858   | 15º     | 5     |
| 12º  | 18 | Andre Pires        | Avintia Esponsorama Racing  | 8    | +28,027   | 17º     | 4     |
| 13º  | 51 | Eric Granado       | One Energy Racing           | 8    | +55,429   | 1º      | 3     |
| 14º  | 21 | Kevin Zannoni      | LCR E-Team                  | 7    | +1 giro   | 16º     | 2     |

### Ritirati
| Nº | Pilota            | Squadra                    | Giri | Griglia |
| -- | ----------------- | -------------------------- | ---- | ------- |
| 3  | Lukas Tulovic     | Tech 3 E-Racing            | 3    | 2º      |
| 18 | Xavier Cardelús   | Avintia Esponsorama Racing | 1    | 8º      |
| 54 | Fermín Aldeguer   | OpenBank Aspar             | 1    | 3º      |
| 19 | Corentin Perolari | Tech 3 E-Racing            | 0    | 13º     |